# Höghastighetslinjen Berlin–München
Höghastighetslinjen Berlin–München (tyska: Schnellfahrstrecke Berlin–München) är en tysk höghastighetsjärnväg mellan Berlin och München, öppnad december 2017. Den trafikerar städerna Berlin, Halle, Leipzig, Erfurt, Nürnberg och München. Första delen av banan började byggas 1996 och byggprojektet är ett av de dyraste sedan Tysklands återförening. Banan har ett större antal tunnlar och viadukter.

## Galleri

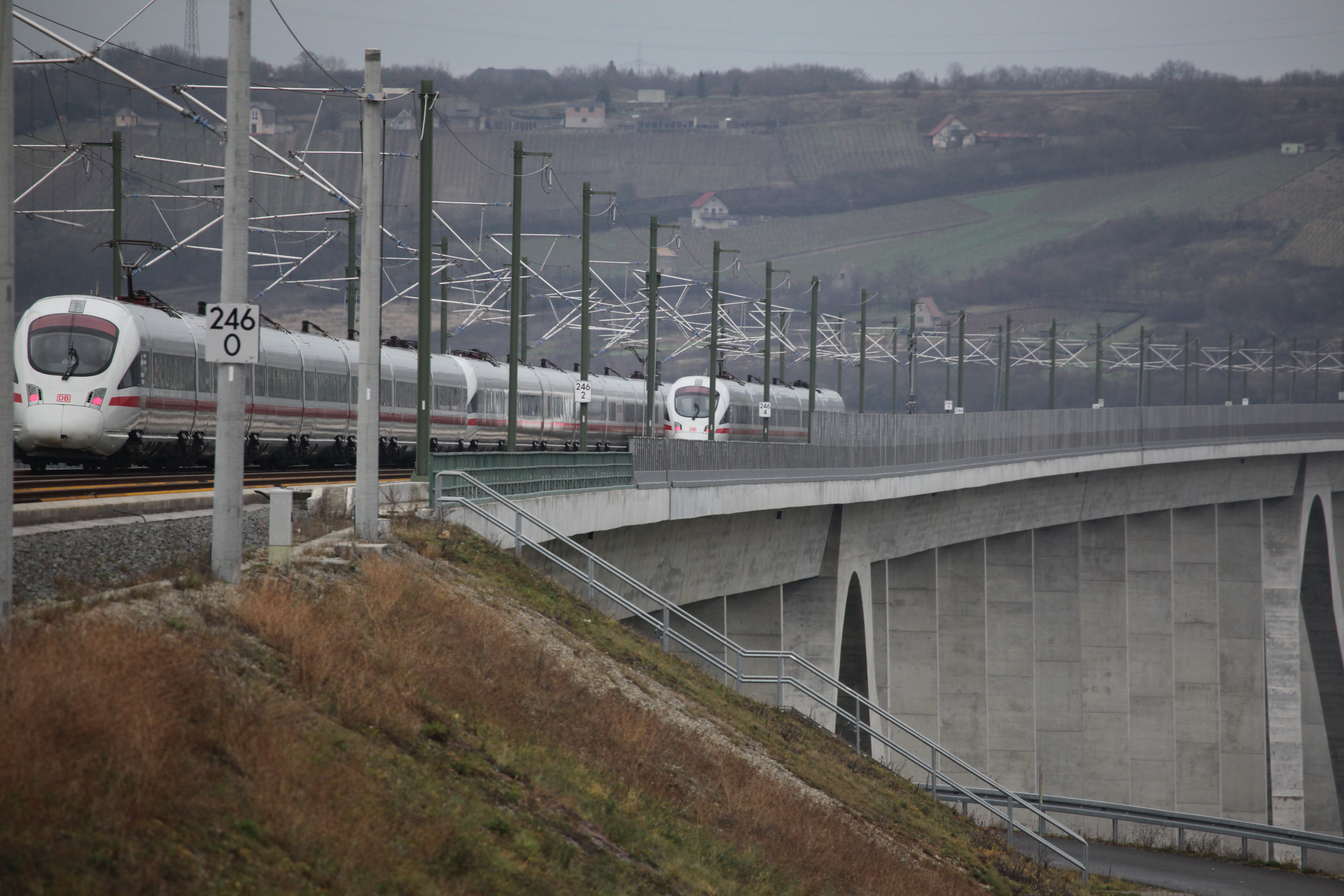
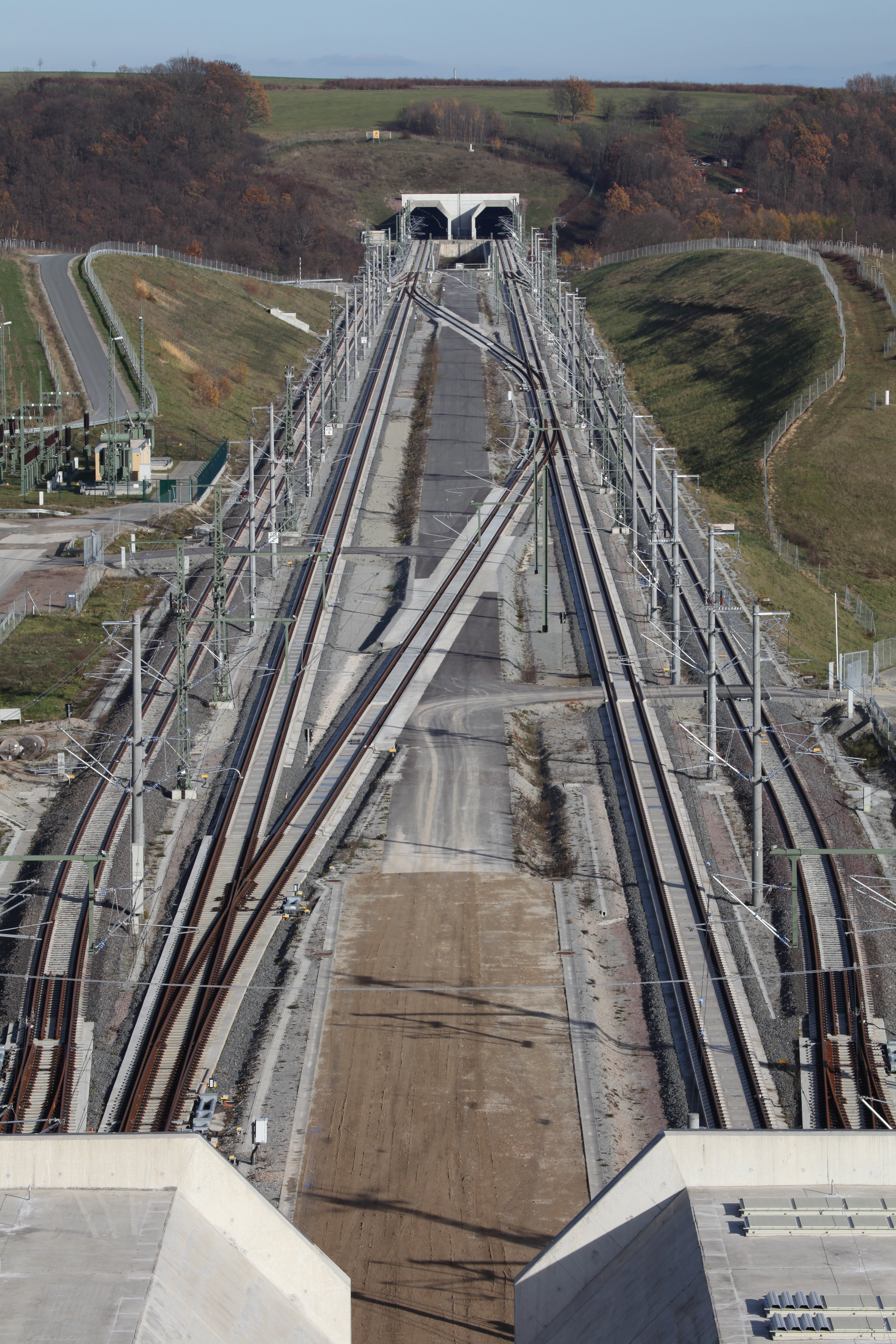